# カヴァリエリの原理

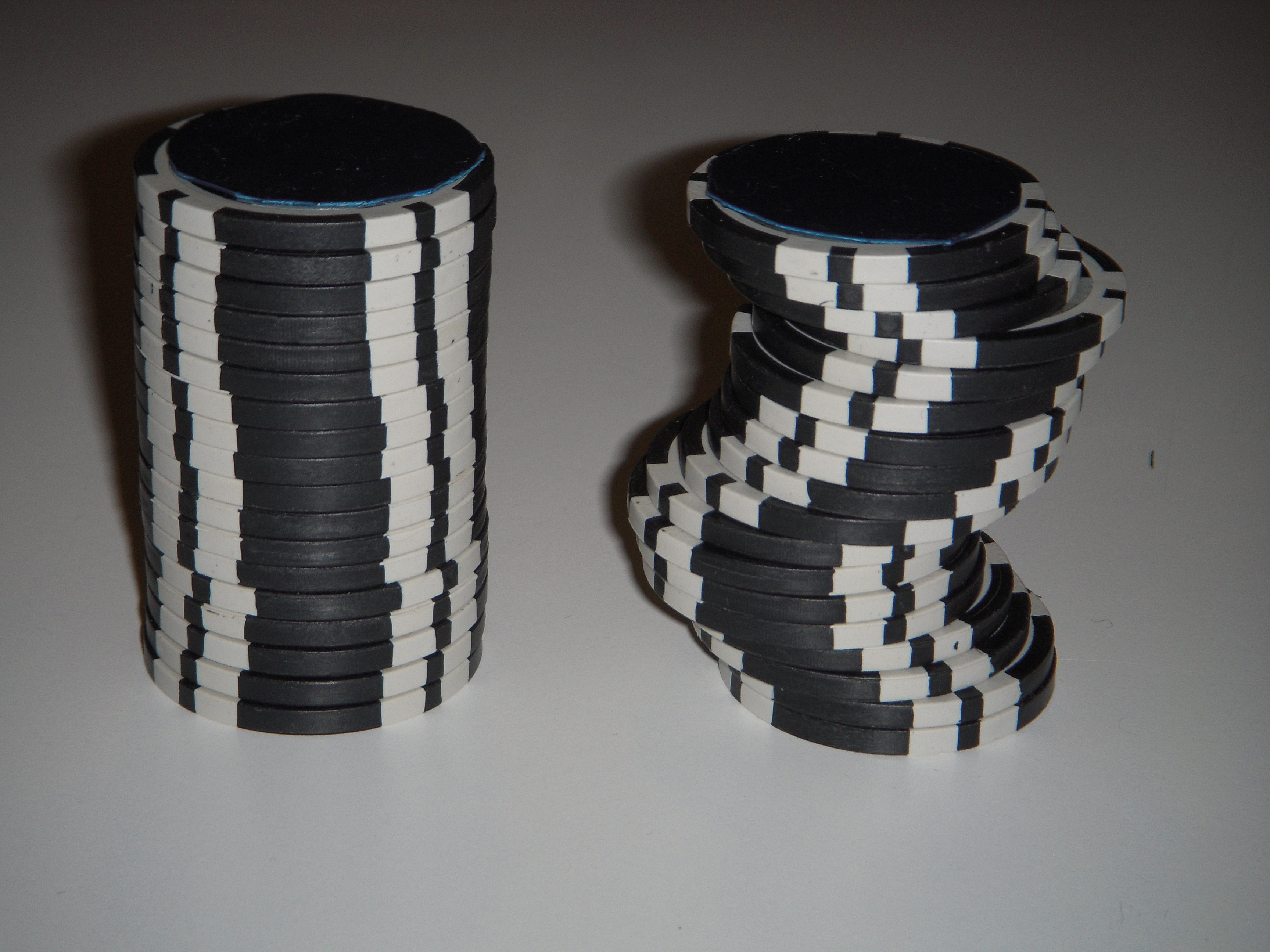
コインの山は積み方に依らず、同じ体積を持つ。

カヴァリエリの原理（カヴァリエリのげんり、Cavalieri's principle）は、面積や体積に関する一般的な法則のひとつである。カヴァリエリの定理、不可分の方法 (method of indivisibles) ともいう。例えば体積についてのカヴァリエリの原理とは、大まかには「切り口の面積が常に等しい2つの立体の体積は等しい」という主張である。カヴァリエリは17世紀のイタリアの数学者。

## 内容
カヴァリエリの原理の主張は、次の通りである。
- 2つの平面図形 A, B が平行な2直線に挟まれているとする。この2直線に平行な任意の直線に対し、A との交わりの部分の長さと B との交わりの部分の長さが等しいならば、A の面積と B の面積は等しい。
- 2つの立体 A, B が平行な2平面に挟まれているとする。この2平面に平行な任意の平面に対し、A との交わりの部分の面積と B との交わりの部分の面積が等しいならば、A の体積と B の体積は等しい。

これより、直ちに次の事実も導かれる。
- 2つの平面図形 A, B が平行な2直線に挟まれているとする。この2直線に平行な任意の直線に対し、A との交わりの部分の長さが B との交わりの部分の長さの k 倍ならば、A の面積は B の面積の k 倍である。
- 2つの立体 A, B が平行な2平面に挟まれているとする。この2平面に平行な任意の平面に対し、A との交わりの部分の面積が B との交わりの部分の面積の k 倍ならば、A の体積は B の体積の k 倍である。

## 例

### 球の体積

2つの立体の切り口（青い部分）は面積が等しい。

錐体の体積が柱体の体積の 1/3 であることを知っていれば、カヴァリエリの原理より球の体積を求めることができる。図のように、半径 r の半球 A および、半径 r の円が底面で高さ r の円柱から円錐をくりぬいた立体 B を考える。このとき、高さ c における A の切り口と B の切り口の面積は等しい。実際、A の切り口は、ピタゴラスの定理より、半径が r2 - c2 の平方根である円であるから、その面積は π(r2 - c2) であり、B の切り口は、半径 r の円から半径 c の円を除いたものであるから、やはり面積は π(r2 - c2) である。よって、カヴァリエリの原理より A の体積と B の体積は等しい。B の体積は、πr3 - πr3/3 であるから、半径 r の球の体積はその2倍で 4πr3/3 と求まる。

### 錐体の体積
ひとたび、ある錐体の体積が「底面積と高さの積の 1/3」であることを示せたならば、カヴァリエリの原理により、底面の形がどんな錐体の体積もそうであることが従う。ひとつの錐体についてこれを確かめるには、例えば立方体をその中心から切り分けて6つの合同な四角錐にできることを用いればよい。

## 歴史
微分積分学が発展する以前の1635年に、カヴァリエリが著書 Geometria indivisibilibus continuorum nova quadam ratione promota（『不可分者による連続体の新幾何学』）により原理を発表した。カヴァリエリの発想は、平面図形は無数の線分から成り、立体は無数の面から成る、というもので、この線分や面を「不可分者」(indivisible) と呼んだ。カヴァリエリは、遅くとも1629年までには原理を発見し、これを用いて様々な図形の面積や体積を求めている。アルキメデスの方法を発展させたもので、ケプラーの考えも取り入れており、歴史的にカヴァリエリはケプラーと共に近代求積法の先駆けと位置付けられる。